# Омоко, Харрисон
Харрисон Омоко (англ. Harrison Omoko; 12 декабря 1981, Варри, Дельта, Нигерия) — нигерийский футболист, защитник.

## Биография
На Украине начал играть с марта 2001 года в «Динамо», но большинство матчей сыграл в «Динамо-2». В 2001 году был отдан в аренду в Израиль в «Хапоэль» Беэр-Шева, но не сыграл ни одного матча. Затем вернулся на Украину, где стал играть за «Ворсклу», а затем «Волынь».
В 2006 году перешёл в «Таврию», дебютировал 22 июля 2006 года в матче с «Мариупольом»(1:0). В «Заре» с лета 2008 года, дебютировал 20 июля 2008 в матче с «Металлистом».
В активе Омоко значится один сыгранный матч за сборную Нигерии против Греции.
Также футболист известен своим задержанием в ОАЭ по «паспортному» вопросу.
Выступал за столичный «Сокол» на любительском уровне, в первенстве Киева.
1 марта 2016 года стал игроком клуба «Арсенал-Киевщина».